# Pseudococcus chenopodii
Pseudococcus chenopodii är en insektsart som beskrevs av Williams 1985. Pseudococcus chenopodii ingår i släktet Pseudococcus och familjen ullsköldlöss. Inga underarter finns listade i Catalogue of Life.